# Gymnastik under sommer-OL 2008
Gymnastik står på det olympiske program for 26. gang under Sommer-OL 2008 i Beijing. Konkurrencerne finder sted i perioden 9. – 24. august i National Indoor Stadium. Der er tre hovedgrupper: Redskabsgymnastik, rytmisk gymnastik og trampolinspring.

## Medaljer
| Placering | Land                 | Guld | Sølv | Bronze | Total |
| --------- | -------------------- | ---- | ---- | ------ | ----- |
| 1         | Kina (CHN)           | 11   | 2    | 5      | 18    |
| 2         | USA (USA)            | 2    | 6    | 2      | 10    |
| 3         | Rusland (RUS)        | 2    | 0    | 2      | 4     |
| 4         | Rumænien (ROU)       | 1    | 0    | 1      | 2     |
| 5         | Nordkorea (PRK)      | 1    | 0    | 0      | 1     |
| 5         | Polen (POL)          | 1    | 0    | 0      | 1     |
| 7         | Canada (CAN)         | 0    | 2    | 0      | 2     |
| 7         | Japan (JPN)          | 0    | 2    | 0      | 2     |
| 9         | Hviderusland (BLR)   | 0    | 1    | 1      | 2     |
| 9         | Frankrig (FRA)       | 0    | 1    | 1      | 2     |
| 9         | Tyskland (GER)       | 0    | 1    | 1      | 2     |
| 12        | Kroatien (CRO)       | 0    | 1    | 0      | 1     |
| 12        | Sydkorea (KOR)       | 0    | 1    | 0      | 1     |
| 12        | Spanien (ESP)        | 0    | 1    | 0      | 1     |
| 15        | Ukraine (UKR)        | 0    | 0    | 2      | 2     |
| 15        | Usbekistan (UZB)     | 0    | 0    | 2      | 2     |
| 17        | Storbritannien (GBR) | 0    | 0    | 1      | 1     |
| Totalt    | Totalt               | 18   | 18   | 18     | 54    |

## Redskabsgymnastik
Her konkurreres individuelt og for hold i mangekamp for både herrer og damer samt i de enkelte discipliner, der varierer en smule for herrer og damer. 
Kvalifikationsrunderne fandt sted 9. august (herrer) og 10. august (damer).

### Mangekamp, hold, damer
Finalen fandt sted 13. august.

### Mangekamp, individuelt, damer
Finalen fandt sted 15. august.

### Gulv, damer
Finalen fandt sted 17. august.

### Hop, damer
Finalen fandt sted 17. august.

### Barre, damer
Finalen fandt sted 18. august.

### Bom, damer
Finalen finder sted 19. august.

### Mangekamp, hold, herrer
Finalen fandt sted 12. august.

### Mangekamp, individuelt, herrer
Finalen fandt sted 14. august.

### Gulv, herrer
Finalen fandt sted 17. august.

### Hest, herrer
Finalen fandt sted 17. august.

### Ringe, herrer
Finalen fandt sted 18. august.

### Hop, herrer
Finalen fandt sted 18. august.

### Barre, herrer
Finalen finder sted 19. august.

### Reck, herrer
Finalen finder sted 19. august.

## Rytmisk gymnastik
Her konkurreres individuelt og for hold, kun for damer. Kvalifikationsrunderne finder sted 21. og 22. august.

### Hold
Finalen finder sted 24. august.

### Individuelt
Finalen finder sted 23. august.

## Trampolinspring
Her konkurreres individuelt for herrer og damer. Kvalifikationsrunderne fandt sted 16. august.

### Damer
Finalen fandt sted 18. august.

### Herrer
Finalen finder sted 19. august.